# Pull Me Under
«Pull Me Under» es la primera canción del álbum Images and Words hecho por la banda de metal progresivo, Dream Theater en 1992. Fue muy bien recibida por la radio y la extensa rotación que tuvo en la cadena televisiva MTV.
La canción es considerada como la más grande y más conocida de la banda. Pese a que tuvo un gran éxito en MTV y en la radio en el principio y después, la banda ha mantenido la distancia entre el escenario y el lado comercial. En una entrevista en la radio Mike Portnoy dijo: "... Solo era una canción de 8 minutos y medio y ahora es una versión más corta para que MTV y la radio la tocasen". La canción está en el puesto número 10 de la revista Billboard sobre las canciones de rock.
Como una característica distintiva, la canción no tiene un final convencional. La canción termina abruptamente a media nota en el minuto 8 con 11 segundos. Esto enfatiza el tema de la canción sobre la repentina e inesperada naturaleza de la muerte. Sin embargo en una apreciación más detallada se descubre que el final termina en el tiempo 4/4.
La letra de la canción se refiere a la obra de Shakespeare, Hamlet y es contada a través del punto de vista del príncipe Hamlet.
La letra alude fuertemente a la obra y al eco del deseo de Hamlet de cobrar su venganza por su padre al costo de su propia cordura. En el movimiento final de la canción se puede escuchar al vocalista James LaBrie cantando una estrofa directamente sacada de Hamlet: «Oh that this too, too solid flesh would melt» («Oh esto es muy, muy sólido que la piel se puede derretir»).
En la versión corta de la canción (de 4:48), se creó un video musical, el cual muestra a la banda tocando y en momentos se pone la oscura historia de alguien, quien es descrito por los miembros de la banda y los fanes como un hombre lobo. Los miembros de la banda han reportado varias veces el no estar contentos con la historia en el video, diciendo que no tiene nada que ver con el tema de la canción. El vocalista James LaBrie puede ser visto en el video usando una camiseta de la banda Napalm Death.

## Diferentes versiones
La canción ha sido tocada muchas veces y aparece en muchos CD y DVD como:
- Live at the Marquee
- Once in a LIVEtime
- Live at Budokan
- Images and Words: Live in Tokyo